# Palpinus
Palpinus is een geslacht van hooiwagens uit de familie Cosmetidae.
De wetenschappelijke naam Palpinus is voor het eerst geldig gepubliceerd door F.O.Pickard-Cambridge in 1905. 

## Soorten
Palpinus is monotypisch en omvat slechts de volgende soort:
- Palpinus laevis